# كتاب رسوم هزلية

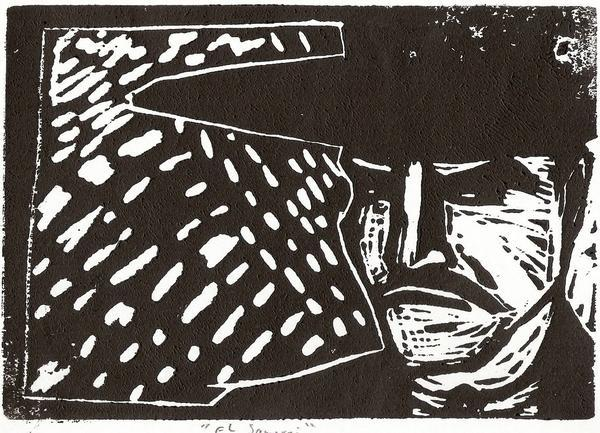
الساموراي، كتاب رسوم هزلي أنشئ بواسطة دانيال باترون.

كتاب قصص مصورة أو ببساطة قصة مصورة (وتترجم بشكل حرفي وخاطئ من التعبير الأصلي إلى مجلة هزلية)، وهو كتاب رسوم تسلسلية يمثل كل منها مشهد من القصة يصاحبها أجزاء من النص توضع عادة داخل خانات صغيرة بجانب هذه الرسوم، ويوضع كلام شخصيات القصة داخل فقاعات، وتعتبر هذه الفقاعات أحد أبرز معالم القصص المصورة. يرجع أصل هذا النوع من السرد إلى أوروبا واليابان، لكن الولايات المتحدة هي من حولها إلى ظاهرة عالمية.